# Texas Wendish Heritage Museum

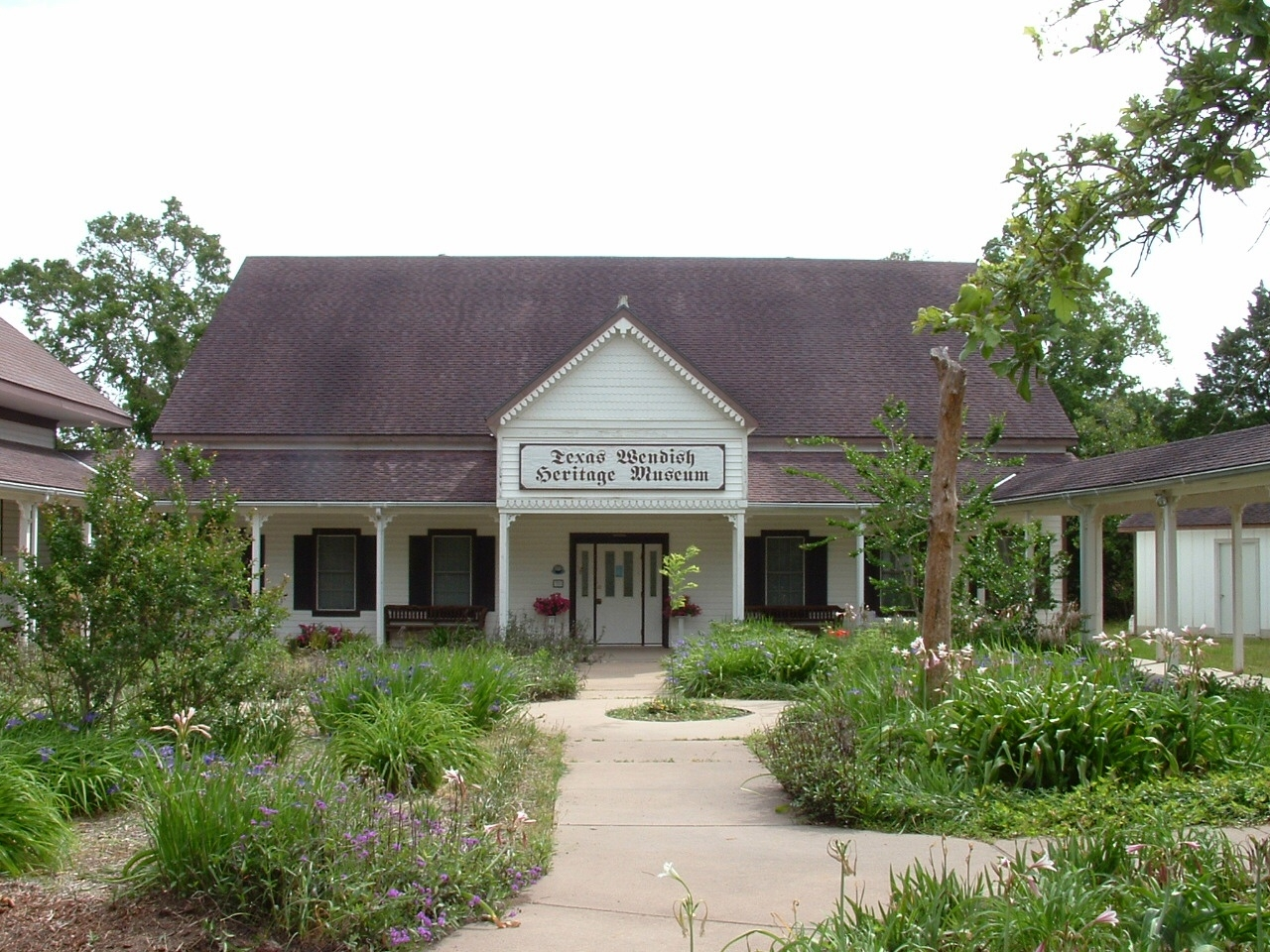
Texas Wendish Heritage Museum

Das Texas Wendish Heritage Museum (dt. Texas’ Sorbisches Kulturerbe-Museum) ist das einzige sorbische Museum in den USA. Es befindet sich in der von Sorben gegründeten Ortschaft Serbin im Lee County in Texas.
Das Gebäude des Museums war einst die sorbische Schule von Serbin. Heute besitzt das Museum mehrere kleine Ausstellungsräume, einen Andenkenladen, ein Archiv und eine Bibliothek mit sorbischer, deutscher und englischer Literatur. Es werden vor allem Kunstgegenstände der Sorben ausgestellt, beispielsweise sorbische Ostereier. Das Archiv beinhaltet ebenfalls seltene sorbische und deutsche Manuskripte und eine Fülle an Fotografien.
Koordinaten: 30° 6′ 58,7″ N, 96° 59′ 11,3″ W